# Jan Brand (hokej na travi)
Johannes "Jan" Willem Brand (Amsterdam, 24. lipnja 1908. — Rotterdam, 29. lipnja 1969.) je bivši nizozemski hokejaš na travi. 
Osvojio je srebrno odličje na hokejaškom turniru na Olimpijskim igrama 1928. u Amsterdamu igrajući za Nizozemsku. Na turniru je odigrao četiri susreta na mjestu veznog igrača.

## Vanjske poveznice
- Profil na Database Olympics